# سیارک ۲۱۶۰۸
سیارک ۲۱۶۰۸ (به انگلیسی: 21608 Gloyna، نامگذاری:1999GQ35) بیست و یک هزار و ششصد و هشتمین سیارک کشف شده‌است که در ۷ آوریل ۱۹۹۹ کشف شد.
قدر مطلق سیارک برابر ۱۶.۲ است.